# Couilles molles
Couilles molles (Butterballs) est le cinquième épisode de la seizième saison de la série télévisée d'animation américaine South Park et l'épisode 228e de la série globale.

## Synopsis
Butters arrive à l’école avec un coquard et explique qu'une brute l'a frappé pour lui voler son argent du déjeuner, mais il refuse de dire de qui il s'agit. Stan demande à Butters d'en parler au moins à sa famille, mais il ignore que c'est sa propre grand-mère, en visite pour un mois, qui frappe le garçon.
Faute de mieux, les garçons contactent Bucky Bailey, responsable de l'association de lutte contre le harcèlement Bully Buckers. Il accepte de venir à l'école, mais harcèle lui-même M. Mackey pour se faire entendre et quand personne ne se porte volontaire pour porter le message parmi les élèves, il commence à harceler ces derniers. Stan se porte finalement volontaire et commence la production d'un clip musical afin de le vendre aux chaînes de télévision. Mais Butters, censé être le centre de la vidéo, refuse au dernier moment de se mettre en avant car il pense que cela ne fera qu'aggraver les choses. Stan refuse de l'écouter et commence à le harceler à sa façon. Kyle se retire du projet à son tour, estimant que Stan prend trop de place et qu'il finira "à poil en train de se secouer dans les rues de San Diego", chose que Stan de comprend pas.
Stan informe Butters qu'Hollywood est intéressé par la vidéo. Mais Bailey piège Stan aux toilettes et il lui reproche de l'écarter du projet sans l'en avertir. Stan part en pleurs. Peu après, Bailey est lui-même coincé aux WC par Mick Jabs, l'acheteur de la vidéo de Stan, qui le force à renoncer à ses droits. Stan arrive à emmener Butters au Dr. Oz Show, où Butters craque car le présentateur le harcèle pour savoir qui le harcèle. Le garçon en vient à frapper le Dr Oz. Jabs en veut à Stan car désormais Butters passe pour un psychopathe. Peu après, l'acheteur est coincé aux toilettes par Jésus, qui le menace de l’enfer éternel s'il ne s’excuse pas auprès de Stan.
Le soir-même, Butters se rend près de sa grand-mère et lui ouvre son cœur, disant qu'il comprend qu'il doit se prendre en main et se défendre. Il lui dit comprendre maintenant le vide de sentiments qu'elle ressent et la noirceur de son âme. Il sait désormais que le harcèlement est une réalité à laquelle il devra faire face, mais aussi qu'il finira par grandir pour devenir un adulte respectable qui ne fera de mal à personne, et que le jour où elle agonisera à l'hôpital, il viendra la voir heureux, vivant et détendu pendant qu'elle sera restée la personne amère et sans ami au seuil de la mort.
Le lendemain, Stan est publiquement humilié par les élèves de South Park après ce qui s'est passé à la télé. M. Mackey vient même lui annoncer que le Dr Oz compte le poursuivre en justice, ainsi que toute l'école. Le garçon accepte ses responsabilités et, comme l'avait annoncé Kyle, se rend à San Diego et commence à danser nu tout en se masturbant.

## Commentaire
- Lorsque Butters interrompt le clip de Stan, on peut voir que la caméra était tenue par Kip Drordy, celui qui avait « 0 ami » dans Vous avez 0 ami.